# 349 (số)
349 (ba trăm bốn mươi chín) là một số tự nhiên ngay sau 348 và ngay trước 350.